# Kāliyāganj
Kāliyāganj är en ort i Indien.   Den ligger i distriktet Uttar Dinajpur och delstaten Västbengalen, i den östra delen av landet, 1 100 km öster om huvudstaden New Delhi. Kāliyāganj ligger 41 meter över havet och antalet invånare är 51 748.
Terrängen runt Kāliyāganj är mycket platt. Runt Kāliyāganj är det tätbefolkat, med 636 invånare per kvadratkilometer. Det finns inga andra samhällen i närheten. Trakten runt Kāliyāganj består till största delen av jordbruksmark.